# Santa Maria Madalena (Olivença)

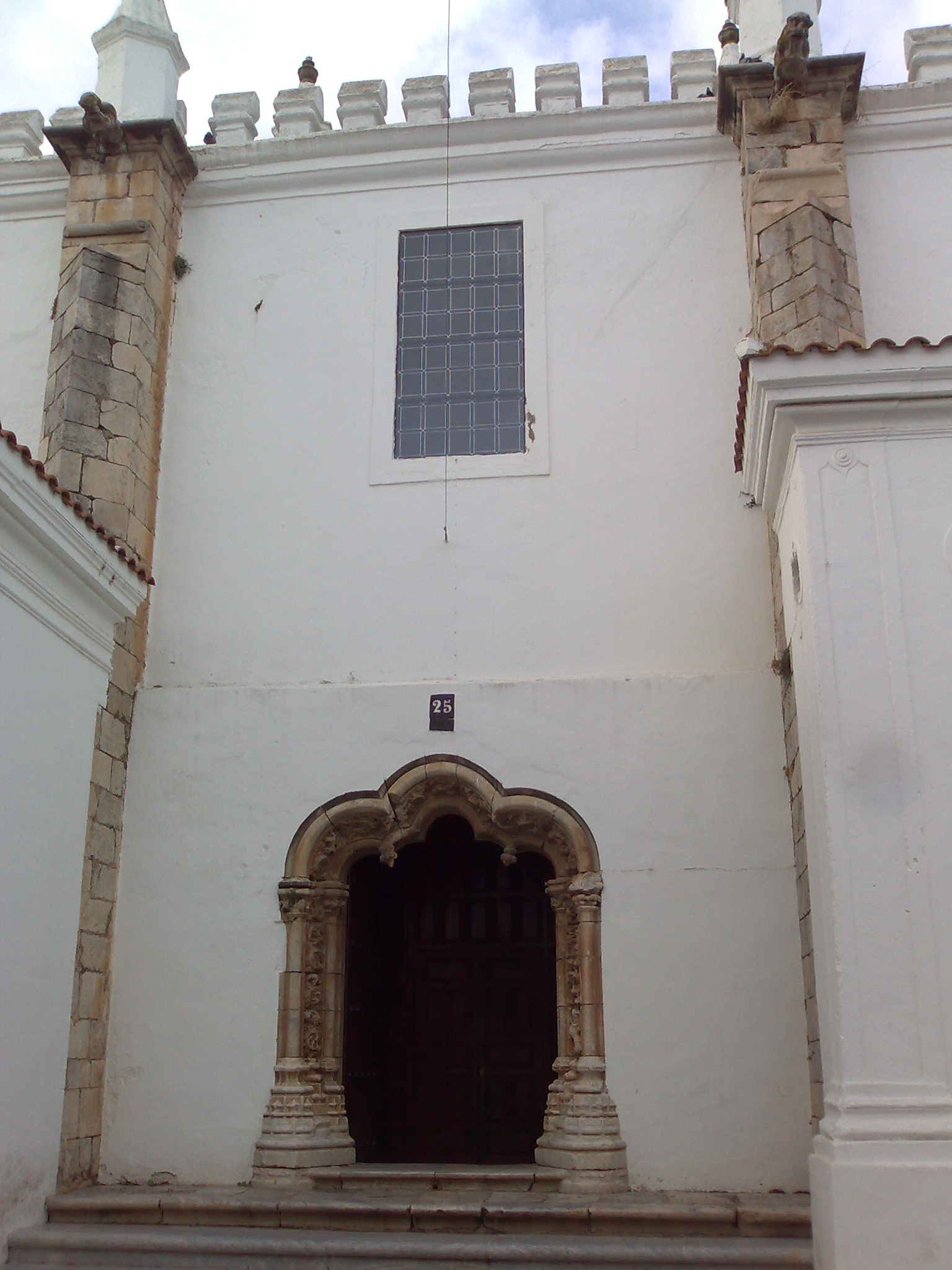
Igreja de Santa Maria Madalena, na freguesia de Santa Maria da Madalena

Santa Maria Madalena (em espanhol Santa María Magdalena) era, até 1801, uma das duas freguesias que integravam a então 
vila de Olivença. Tinha nessa data 2 562 habitantes.
A igreja de Santa Maria Madalena ali existente, mandada construir por D. Manuel I, deu nome à paróquia e à freguesia. No início do século XVIII, possuía um hospital e um convento franciscano, albergando 25 religiosos. A qualidade das suas águas, captadas no chamado poço de São Francisco, era na altura elogiada, chegando os peregrinos a afirmar que era a melhor do Reino de Portugal.

## Baptismos entre 1640 e 1715
O registo dos baptismos da igreja de Santa Maria da Madalena entre o início da Guerra da Restauração, em 1640, e o fim da Guerra da Sucessão Espanhola, em 1715, revela os seguindes números
:
| Período   | Número de baptismos |
| --------- | ------------------- |
| 1640-1649 | 976                 |
| 1650-1659 | 658                 |
| 1660-1669 | 303                 |
| 1670-1679 | 483                 |
| 1680-1689 | 737                 |
| 1690-1699 | 779                 |
| 1700-1709 | 928                 |
| 1710-1715 | 449                 |

Houve um decréscimo da natalidade até ao fim da Guerra da Restauração, em 1668, verificando-se um crescimento da mesma no período de paz que se sucedeu. Veio novamente a decrescer com o início da Guerra da Sucessão Espanhola, cujos efeitos tiveram mais impacto no período compreendido entre 1708 e 1715.